# Lynda Chalker
Lynda Bates Chalker, Baroness Chalker van Wallasey (Brighton, Engeland, 29 april 1942) is een Brits politica en diplomate van de Conservative Party.
Chalker was tussen 1979 en 1997 bewindspersoon gedurende gehele kabinetsperiodes van de kabinetten Thatcher (1979–1990) en Major (1990–1997). Ze was staatssecretaris voor Volksgezondheid en Sociale Zaken van 1979 tot 1982, staatssecretaris voor Transport van 1982 tot 1983, onderminister voor Transport van 1983 tot 1986, onderminister voor Europese Zaken van 1986 tot 1989 en minister voor Ontwikkelingssamenwerking van 1989 tot 1997.
Met bijna 8-jaar is Chalker de langstzittende Britste minister voor Ontwikkelingssamenwerking, haar ambtstermijn als minister voor Ontwikkelingssamenwerking liep parallel met die van haar Nederlandse collega Jan Pronk (1989–1998).
Op 24 april 1992 werd Chalker benoemd als baroness Chalker van Wallasey en werd lid van het Hogerhuis.
- Gemeinsame Normdatei: 170930742
- International Standard Name Identifier: 0000 0004 4890 5781
- Library of Congress Control Number: n97112446
- Virtual International Authority File: 219432917
- WorldCat: E39PBJpjfM9bBXbK49Hfr38jYP